# Jenny (romance)
"Jenny"  é um romance da escritora norueguesa e ganhadora do Prêmio Nobel de Literatura de 1928, Sigrid Undset, publicado pela primeira vez em 1911. O romance é considerado um avanço literário na carreira da escritora e também foi percebido como uma resposta ao debate em curso sobre a posição das mulheres na sociedade. 

## Trama
O romance se passa em Roma e mais tarde na Noruega. A protagonista "Jenny Winge" tenta fazer carreira como pintora. A personagem principal Jenny tem sucesso como artista, mas fracassa em sua vida amorosa.

## Recepção
Jenny pertence aos textos mais comentados de Sigrid Undset. Os críticos contemporâneos, em geral, saudaram o romance como uma grande conquista. O jornalista e critico Norueguês CJ Hambro se referiu ao romance como "um livro sobre uma nova geração, com diferentes lutas pela frente, com uma visão de vida diferente e com ideais diferentes aos da geração mais velha". 
Na década de 1970, as feministas interpretaram o desenvolvimento do romance como reacionário: depois de atacar primeiro a família nuclear, Undset acabou defendendo-a. Na década de 1980, o romance foi lido psicanaliticamente: Jenny, que cresceu sem autoridade paterna, procura um homem forte em sua vida, mas fica decepcionada porque os homens são muito fracos.